# Coppa Italia Primavera
La Coppa Italia Primavera, ufficialmente chiamata Primavera TIMVISION Cup per ragioni di sponsorizzazione, è una competizione calcistica disputata tra le formazioni giovanili delle squadre appartenenti alla Lega Serie A, che gestisce la manifestazione, e alla Lega Serie B, ossia le stesse iscritte anche ai Campionati Primavera 1 e 2.
I vincitori acquisiscono il diritto di partecipazione alla Supercoppa Primavera contro i vincitori del Campionato Primavera 1. Inaugurata nel 1972, la competizione ha però un precedente storico già negli anni sessanta.

## Regolamento e formula
Il torneo è interamente basato sulla formula dell'eliminazione diretta, analogamente alla Coppa Italia. La partecipazione è estesa a 50 società, ossia tutte quelle delle due serie nazionali.
La detentrice e le prime sette squadre dell'ultimo Campionato Primavera 1 sono riconosciute «teste di serie» e qualificate direttamente agli ottavi di finale. Ad eccezione delle semifinali, giocate con gare di andata e ritorno, tutti gli altri turni (preliminari, ottavi di finale, quarti di finale e, dalla stagione 2019-2020, la finale) vengono disputati in partita unica: sono previsti, in caso di parità al termine dei tempi regolamentari, i tempi supplementari e i calci di rigore.

## Albo d'oro
- 1972-1973  Inter (1º)
- 1973-1974  Roma (1º)
- 1974-1975  Roma (2º)
- 1975-1976  Inter (2º)
- 1976-1977  Inter (3º)
- 1977-1978  Inter (4º)
- 1978-1979  Lazio (1º)
- 1979-1980  Fiorentina (1º)
- 1980-1981  Bari (1º)
- 1981-1982  Avellino (1º)
- 1982-1983  Torino (1º)
- 1983-1984  Torino (2º)
- 1984-1985  Milan (1º)
- 1985-1986  Torino (3º)
- 1986-1987  Cremonese (1º)
- 1987-1988  Torino (4º)
- 1988-1989  Torino (5º)
- 1989-1990  Torino (6º)
- 1990-1991  Avellino (2º)
- 1991-1992  Empoli (1º)
- 1992-1993  Udinese (1º)
- 1993-1994  Roma (3º)
- 1994-1995  Juventus (1º)
- 1995-1996  Fiorentina (2º)
- 1996-1997  Napoli (1º)
- 1997-1998  Bari (2º)
- 1998-1999  Torino (7º)
- 1999-2000  Atalanta (1º)
- 2000-2001  Atalanta (2º)
- 2001-2002  Lecce (1º)
- 2002-2003  Atalanta (3º)
- 2003-2004  Juventus (2º)
- 2004-2005  Lecce (2º)
- 2005-2006  Inter (5º)
- 2006-2007  Juventus (3º)
- 2007-2008  Sampdoria (1º)
- 2008-2009  Genoa (1º)
- 2009-2010  Milan (2º)
- 2010-2011  Fiorentina (3º)
- 2011-2012  Roma (4º)
- 2012-2013  Juventus (4º)
- 2013-2014  Lazio (2º)
- 2014-2015  Lazio (3º)
- 2015-2016  Inter (6º)
- 2016-2017  Roma (5º)
- 2017-2018  Torino (8º)
- 2018-2019  Fiorentina (4º)
- 2019-2020  Fiorentina (5º)
- 2020-2021  Fiorentina (6º)
- 2021-2022  Fiorentina (7º)
- 2022-2023  Roma (6º)
- 2023-2024  Fiorentina (8º)
- 2024-2025  Cagliari (1º)

## Vittorie per squadre
| Squadra    | Titoli | Anni                                                                                   |
| ---------- | ------ | -------------------------------------------------------------------------------------- |
| Torino     | 8      | 1982-1983; 1983-1984; 1985-1986; 1987-1988; 1988-1989; 1989-1990; 1998-1999; 2017-2018 |
| Fiorentina | 8      | 1979-1980; 1995-1996; 2010-2011; 2018-2019; 2019-2020; 2020-2021; 2021-2022; 2023-2024 |
| Inter      | 6      | 1972-1973; 1975-1976; 1976-1977; 1977-1978; 2005-2006; 2015-2016                       |
| Roma       | 6      | 1973-1974; 1974-1975; 1993-1994; 2011-2012; 2016-2017; 2022-2023                       |
| Juventus   | 4      | 1994-1995; 2003-2004; 2006-2007; 2012-2013                                             |
| Atalanta   | 3      | 1999-2000; 2000-2001; 2002-2003                                                        |
| Lazio      | 3      | 1978-1979; 2013-2014; 2014-2015                                                        |
| Avellino   | 2      | 1981-1982; 1990-1991                                                                   |
| Bari       | 2      | 1980-1981; 1997-1998                                                                   |
| Lecce      | 2      | 2001-2002; 2004-2005                                                                   |
| Milan      | 2      | 1984-1985; 2009-2010                                                                   |
| Cremonese  | 1      | 1986-1987                                                                              |
| Empoli     | 1      | 1991-1992                                                                              |
| Udinese    | 1      | 1992-1993                                                                              |
| Napoli     | 1      | 1996-1997                                                                              |
| Sampdoria  | 1      | 2007-2008                                                                              |
| Genoa      | 1      | 2008-2009                                                                              |
| Cagliari   | 1      | 2024-2025                                                                              |

## Loghi

Logo della Primavera TIM Cup usato fino al 2018